# Acord d'Unitat Nacionalista
L'Acord d'Unitat Nacionalista (en castellà Acuerdo de Unidad Nacionalista) va ser una coalició electoral de les Illes Canàries format per Coalició Canària, el Partit Nacionalista Canari, i puntualment Nova Canàries i d'altres partits d'àmbit autonòmic. Es va formar al 2006 per a participar de les eleccions al Parlament de Canàries de 2007 i es va estendre a les eleccions a Corts Generals al 2008. La coalició es va mantenir fins al 2023, quan el PNC es va retirar argumentant que s'havien generat "profundes diferències programàtiques i d'orientació política" amb CC, la qual consideraven s'estava dretanitzant i perdent l'essència nacionalista.

## Composició
| Partit | Partit                                 | Notes                                                             |
| ------ | -------------------------------------- | ----------------------------------------------------------------- |
|        | Coalició Canària (CCa)                 | Partit predominant de l'aliança.                                  |
|        | Partit Nacionalista Canari (PNC)       | Trenca l'acord al 2023.                                           |
|        | Agrupación Herreña Independiente (AHI) | No s'integra formalment, però participa en coalició amb CC.       |
|        | Centre Canari Nacionalista (CCN)       | Hi participa a les eleccions autonòmiques de 2011.                |
|        | Nova Canàries (NCa)                    | Hi participa a les eleccions generals de 2011 i novembre de 2019. |
|        | Units per Gran Canària (UxGC)          | Hi participa a les eleccions autonòmiques de 2019.                |

## Resultats electorals

### Parlament de les Canàries
| Any  | Vots    | %      | Pos. | Escons  | +/– | Líder            | Govern             |
| ---- | ------- | ------ | ---- | ------- | --- | ---------------- | ------------------ |
| 2007 | 225,878 | 24.15% | 2n   | 19 / 60 | Nou | Paulino Rivero   | Coalició (2007–10) |
| 2007 | 225,878 | 24.15% | 2n   | 19 / 60 | Nou | Paulino Rivero   | Minoria (2010–11)  |
| 2011 | 225,948 | 24.94% | 2n   | 21 / 60 | 2   | Paulino Rivero   | Coalició           |
| 2015 | 166,979 | 18.25% | 3r   | 18 / 60 | 3   | Fernando Clavijo |                    |
| 2015 | 166,979 | 18.25% | 3r   | 18 / 60 | 3   | Fernando Clavijo | Minoria            |
| 2019 | 194,846 | 21.82% | 2n   | 20 / 70 | 2   | Fernando Clavijo | Oposició           |

### Corts Generals
| Any       | Canàries | Canàries | Canàries | Canàries | Canàries | Canàries | Canàries |
| Any       | Congrés  | Congrés  | Congrés  | Congrés  | Congrés  | Senat    | Senat    |
| Any       | Vots     | %        | Pos.     | Diputats | +/–      | Senadors | +/–      |
| --------- | -------- | -------- | -------- | -------- | -------- | -------- | -------- |
| 2008      | 174,629  | 17.49%   | 3r       | 2 / 15   | Nou      | 1 / 11   | Nou      |
| 2011      | 143,881  | 15.47%   | 3r       | 2 / 15   | =        | 1 / 11   | =        |
| 2015      | 81,917   | 8.24%    | 5è       | 1 / 15   | 1        | 1 / 11   | =        |
| 2016      | 78,253   | 7.99%    | 5è       | 1 / 15   | =        | 1 / 11   | =        |
| 2019 (I)  | 137,664  | 12.97%   | 5è       | 2 / 15   | 1        | 0 / 11   | 1        |
| 2019 (II) | 123,981  | 13.12%   | 4t       | 2 / 15   | =        | 0 / 11   | =        |

### Parlament Europeu
| Any  | Estat espanyol | Estat espanyol | Estat espanyol | Canàries     | Canàries |
| Any  | Vots           | %              | Escons         | Vots         | %        |
| ---- | -------------- | -------------- | -------------- | ------------ | -------- |
| 2009 | Dins de CEU    | Dins de CEU    | 0 / 54         | 96,297 (#3)  | 15.84    |
| 2014 | Dins de CEU    | Dins de CEU    | 0 / 54         | 69,601 (#3)  | 12.18    |
| 2019 | Dins de CEUS   | Dins de CEUS   | 0 / 54         | 186,372 (#2) | 20.79    |